# Саво Газивода
Саво Газивода (Подгорица, 18. јул 1994) је црногорски фудбалер.

## Клупска каријера
Као рођени Подгоричанин, фудбалом је почео да се бави у локалном клубу ФК Дрезга. Касније је прешао у млађе категорије подгоричке Будућности. Дебитовао је за први тим Будућности у последњем колу такмичарске 2010/11. у Првој лиги Црне Горе, против Сутјеске. Током 2012. и 2013. године је ишао на позајмице у Дечић и Петровац, да би се лета 2013. прикључио Могрену из Будве. Није наступио ниједном за Могрен током јесењег дела сезоне, па је за пролећни део прешао у Рудар из Пљеваља. Лета 2014. године се вратио у Будућност. Први гол у дресу Будућности је постигао на свом првом наступу током такмичарске 2014/15, у 9. колу против Берана. Забележио је укупно 15 наступа за Будућност током 2014. и 2015. године. Током пролећног дела сезоне 2015/16. је наступао у Србији за ЧСК Пивару из Челарева. Лета 2016. године је потписао трогодишњи уговор са Спартаком из Суботице, али је убрзо по доласку у клуб прослеђен на једногодишњу позајмицу у шпанског трећелигаша Екстрамадуру. Током зимског прелазног рока сезоне 2016/17. је раскинуо уговор са Спартаком, да би се недуго затим прикључио екипи Радника из Сурдулице. Након полусезоне у Раднику, потписује за Раднички из Ниша. Како у Радничком није добио прилику да заигра, убрзо мења тим, па је већ од септембра 2017. постао играч Искре из Даниловграда, у чијем дресу је провео остатак 2017/18. сезоне. Након Искре наступа за Бокељ, Ком, Морнар из Бара, да би у сезони 2020/21. играо за београдски Рад.